# Zalesianie

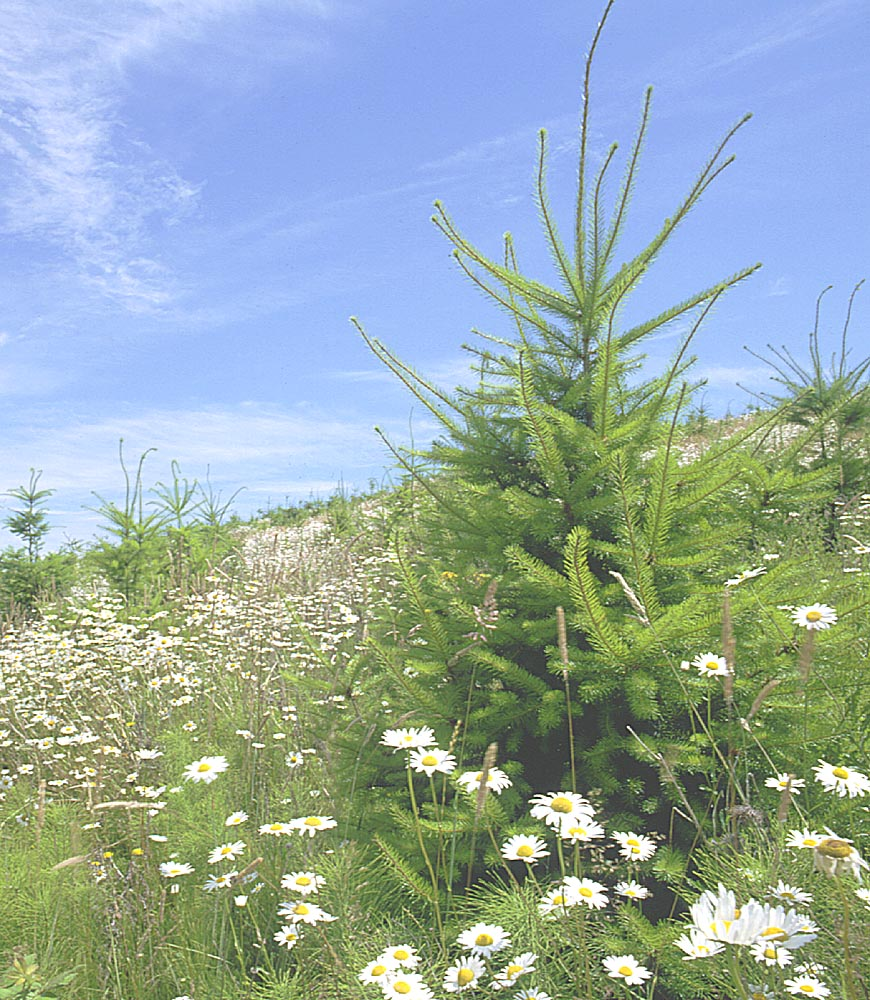
Obszar zalesiany

Zalesianie – proces wprowadzania lasu na powierzchnie inne niż leśne, na przykład na nieużytki porolne, wydmy, bagna, torfowiska oraz powierzchnie zdegradowane działalnością człowieka (hałdy kopalniane, odkrywki) w celu przywrócenia im naturalnych warunków panujących w kompleksie bioekologicznym.
Przed zalesieniem, niektóre rodzaje powierzchni wymagają wykonania wstępnych zabiegów agrotechnicznych.
Proponowano, aby za pomocą zalesiania walczyć z globalnym ociepleniem, jako że lasy pochłaniają dwutlenek węgla. Jednak symulacje opublikowane w Nature Geoscience wskazują, że nawet gdyby zalesić wszystkie ziemie uprawne do 2050, to udałoby się obniżyć temperaturę o 0,45 °C. 
Zalesianie jest bardzo ważnym procesem. Drzewa są bowiem producentami tlenu i pochłaniają szkodliwy dwutlenek węgla. Ponadto stanowią miejsce życia wielu organizmów żywych. 